# 锡尔
锡尔，是匈牙利杰尔-莫雄-肖普朗州所辖的一个村。总面积31.03平方公里，总人口1211，人口密度39.0人/平方公里（2011年1月1日）。